# Funiculus

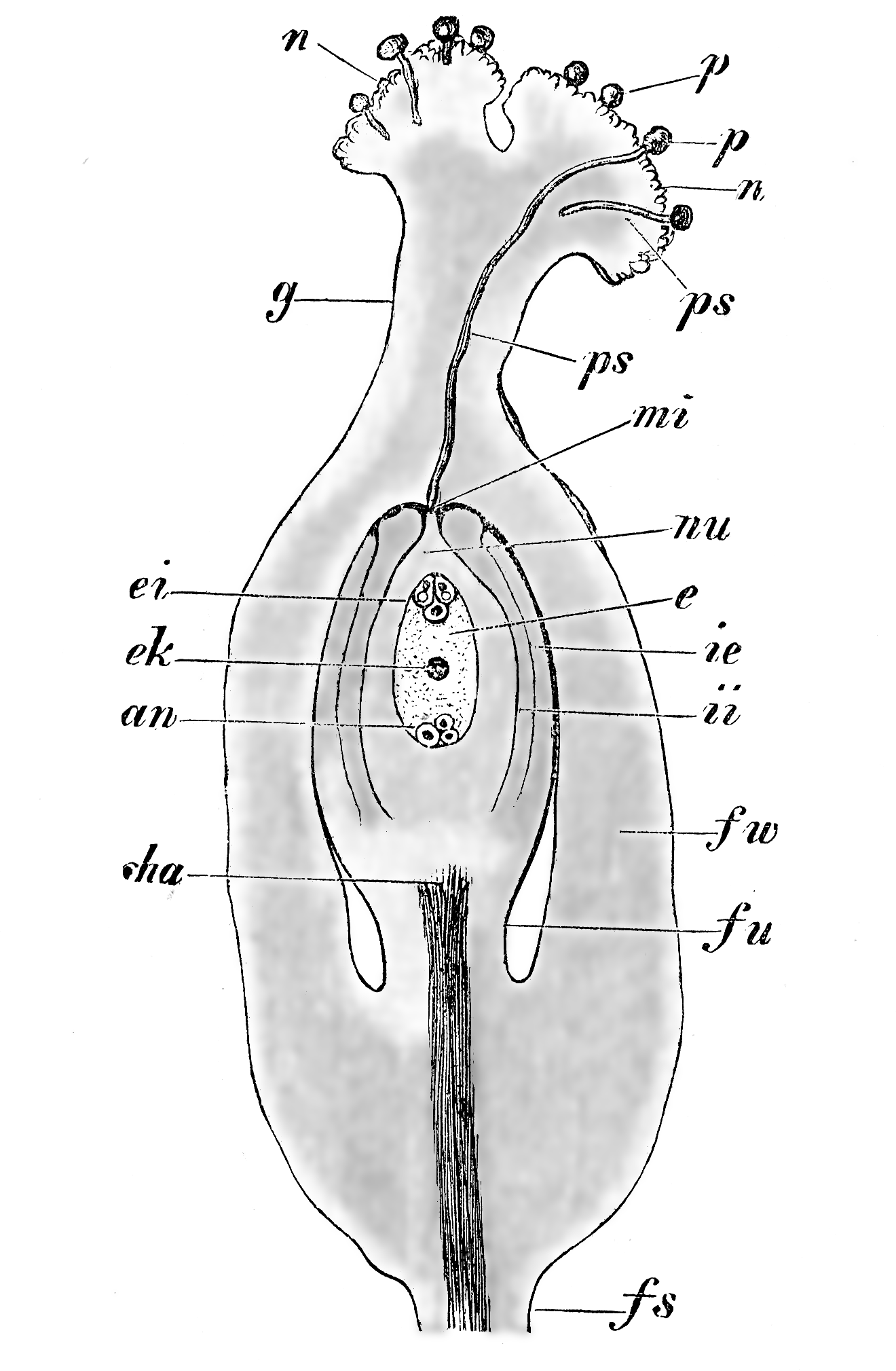
Atrope Samenanlage. Funiculus als fu gekennzeichnet.

Als Funiculus (lateinisch funiculus „dünnes Seil“) oder Samenstielchen wird in der Botanik der Nabelstrang bezeichnet, also die Verbindung zwischen Plazenta und Samenanlage bei Bedecktsamern. Neben der Versorgung der Samenanlage kann der Funiculus auch in der Fruchtphase eine Rolle spielen, so bei der Bildung des Arillus.
In der Wirbeltieranatomie werden mit dem Begriff strangförmige Strukturen bezeichnet:
- Funiculus dorsalis (Hinterstrang des Rückenmarks)
- Funiculus nuchae (Nackenband)
- Funiculus lateralis (Seitenstrang des Rückenmarks)
- Funiculus spermaticus (Samenstrang)
- Funiculus umbilicalis (Nabelschnur)
- Funiculus ventralis (Vorderstrang des Rückenmarks)